# Pulau Betung (Pampangan)
Pulau Betung is een bestuurslaag in het regentschap Ogan Komering Ilir van de provincie Zuid-Sumatra, Indonesië. Pulau Betung telt 1685 inwoners (volkstelling 2010).